# Jacobsville Sandstone

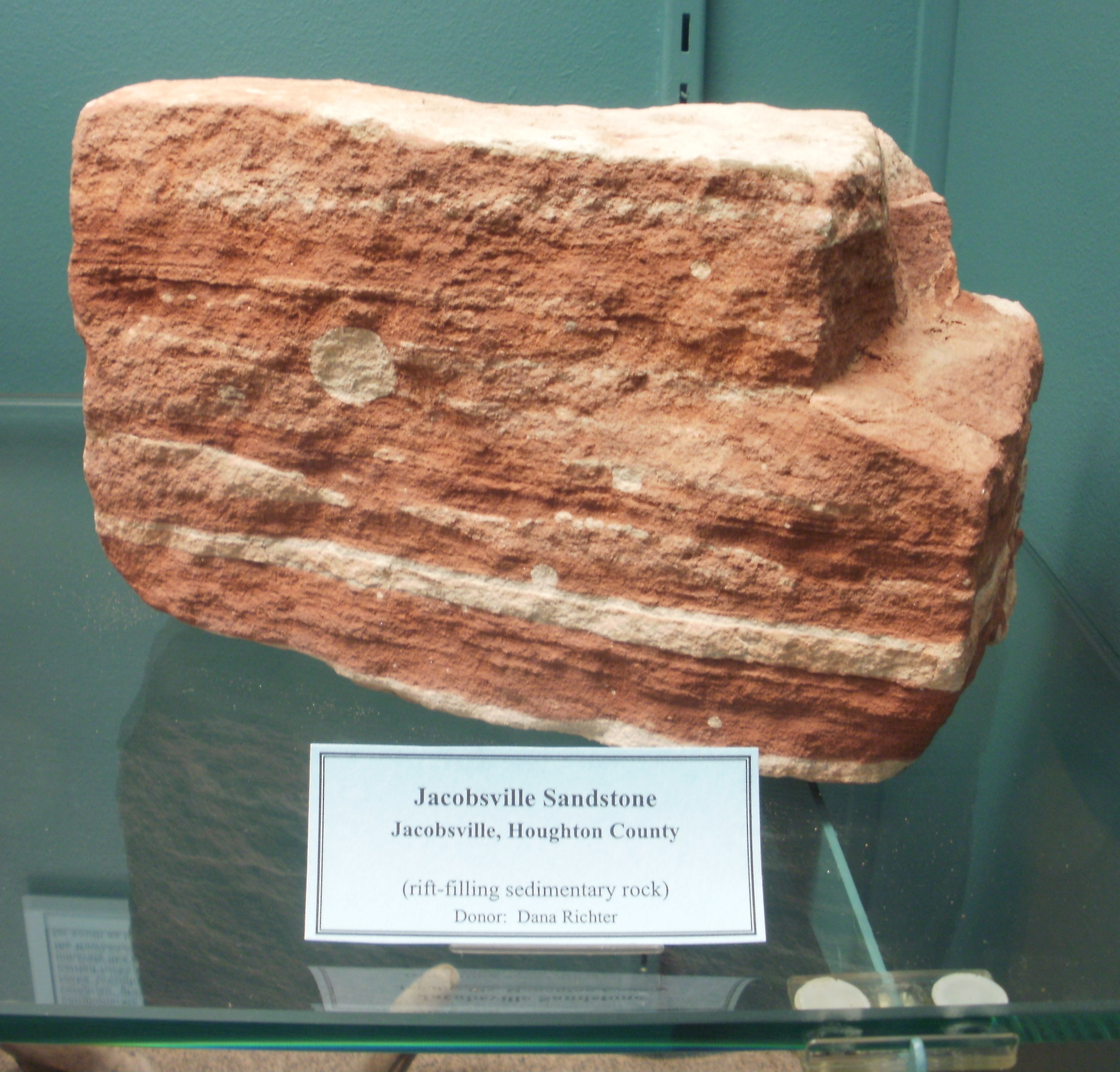
Jacobsville Sandstone de A. E. Seaman Mineral Museum.

Jacobsville Sandstone es una variedad de arenisca roja de la Península Superior de Míchigan; en particular, la Península Keweenaw. La piedra se llama así por la comunidad Jacobsville, Michigan.

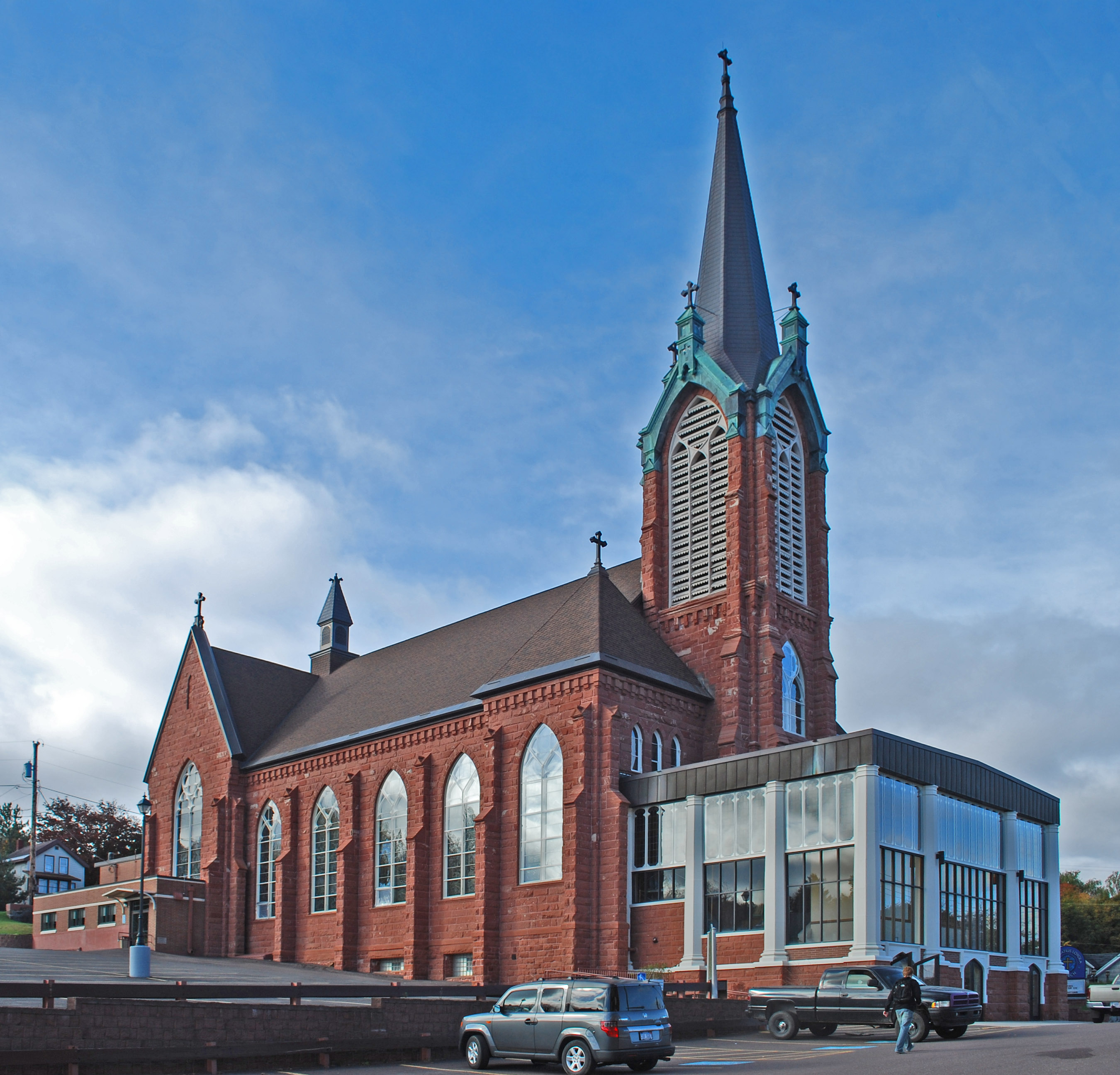
Saint Ignatius Loyola Church en Houghton es construido con Jacobsville Sandstone.

Muchos edificios en la Península Superior y en los Estados Unidos son construido con Jacobsville Sandstone. En la Península Superior, estos incluyen The Calumet Theatre (el Teatro Calumet), Saint Ignatius Loyola Church (Iglesia de San Ignatius Loyola), y edificios del Quincy Street Historic District (Distrito Histórico de Quincy Street). Afuera de la Península Superior, la arenisca fue usado en el Waldorf-Astoria Hotel original en Ciudad de Nueva York.